# Brousse (Creuse)
Brousse é uma comuna francesa na região administrativa da Nova Aquitânia, no departamento de Creuse. Estende-se por uma área de 3,63 km². Em 2010 a comuna tinha 28 habitantes (densidade: 7,7 hab./km²).